# Senecio drukensis
Senecio drukensis là một loài thực vật có hoa trong họ Cúc. Loài này được C.Marquand & Airy Shaw miêu tả khoa học đầu tiên năm 1929.